# Палайма, Витаутас Казио
Витаутас Палайма (лит. Vytautas Palaima; 8 (21) августа 1911, Санкт-Петербург — 14 февраля 1976, Вильнюс) — литовский советский художник, сценограф, педагог. Заслуженный деятель искусств Литовской ССР (1947). Народный художник Литовской ССР (1954).

## Биография
В 1919 году с родителями переехал в Литву и поселился в городке Купишкис Паневежского уезда. В 1926—1931 годах учился в Каунасской художественной школе. Ученик Пятраса Калпокаса, Мстислава Добужинского и театрального художника Владаса Диджёкаса.
С 1931 года работал художником в театрах Шяуляйя, Клайпеды, Каунаса. В 1944—1948 году — главный художник Театра драмы Литовской ССР в Вильнюсе.
Следуя реалистическим традициям, художник тонко передавал исторический и национальный колорит, стиль драматургических произведений. Оформил спектакли: «Усадьба Жалдокаса» Б. Ф. Даугуветиса (1948), «Поют петухи» Ю. Балтушиса (1948), «Земля-кормилица» П. Цвирки (1952), «Таня» А. Н. Арбузова (1940), «Бронепоезд 14-69» Вс. Иванова (1941), «Русские люди» К. М. Симонова (1945), «Враги» М. Горького (1946), «Кремлёвские куранты» Н. Погодина (1947), «Лес» А. Н. Островского (1948) и др.
В Государственном театре оперы и балета Литовской ССР оформил «„Лебединое озеро“» П. И. Чайковского (1948), «Красный мак» Глиэра (1949), «Даля» Б. Дварионаса (1959), «Цыганский барон» И. Штрауса (сына) (1962) и др.
С 1944 по 1976 год Палайма преподавал в Художественном институте прикладного и декоративного искусства (Вильнюс), с 1946 — доцент, в 1957—1963 — проректор. Воспитал целую плеяду известных литовских сценографов.
Палайма является автором портретов, пейзажей, натюрмортов, создавал книжные иллюстрации, плакаты и художественные открытки.
Им создан эталон красно-бело-зеленого флага Литовской ССР (1953).
Умер в Вильнюсе. Похоронен на Антакальнисском кладбище.